# 鲍勃·阿姆斯特朗
鲍勃·阿姆斯特朗（英語：Bob Armstrong，1933年6月17日—），美国NBA联盟前职业篮球运动员。他在1956-1957赛季为费城勇士队打了19场比赛。